# Lagenschwimmen

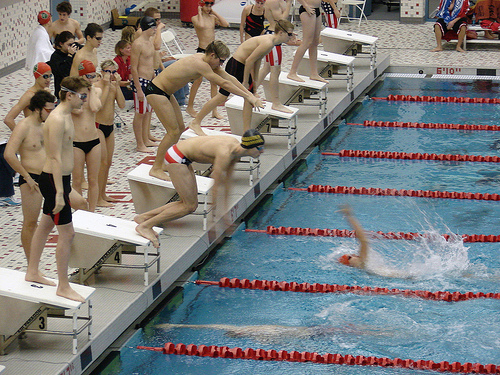
Wechsel in einer Lagenstaffel – vom Rücken- zum Brustschwimmen

Lagenschwimmen ist ein Schwimmwettkampf mit vier wechselnden Schwimmarten. Gemäß den Wettkampfregeln des Deutschen Schwimm-Verbandes (DSV) müssen nacheinander die folgenden vier Schwimmarten verwendet werden:
1. Schmetterlingsschwimmen (auch Delfin)
2. Rückenschwimmen
3. Brustschwimmen
4. Freistilschwimmen

Auf jede Disziplin entfällt ein Viertel der Gesamtstrecke. Es gibt in diesen Regeln keine klare Definition für Freistil, es heißt nur, dass „jede andere Schwimmart außer Brust-, Schmetterlings- oder Rückenschwimmen geschwommen werden darf“. Dies bedeutet in der Praxis, dass in der Regel gekrault wird, weil Kraulen die schnellste Schwimmart ist.
Im Einzelwettkampf wird das olympische Lagenschwimmen über 200 und 400 Meter ausgetragen, auf der Kurzbahn (25 m) gibt es zusätzlich die 100 Meter Lagen.

In der Lagenstaffel absolvieren vier Schwimmer jeweils eine der vier Schwimmtechniken. Die Reihenfolge ist verändert, damit der im Wasser startende Rückenschwimmer nicht durch einen ankommenden Staffelschwimmer behindert wird: Rückenschwimmen, Brust, Schmetterling und Freistil. Sie schwimmen jeweils 100 m. Auf der Kurzbahn gibt es noch die 4 × 50-m-Lagenstaffel.